# (3449) Abell
(3449) Abell es un asteroide perteneciente al cinturón de asteroides descubierto por Eleanor Francis Helin y Schelte John Bus el 7 de noviembre de 1978 desde el observatorio del Monte Palomar, Estados Unidos.

## Designación y nombre
Abell fue designado inicialmente como 1978 VR9.
Más tarde, en 1986, se nombró en honor del astrónomo estadounidense George Ogden Abell (1927-1984).

## Características orbitales
Abell orbita a una distancia media del Sol de 3,082 ua, pudiendo acercarse hasta 2,602 ua y alejarse hasta 3,563 ua. Tiene una excentricidad de 0,156 y una inclinación orbital de 2,044 grados. Emplea en completar una órbita alrededor del Sol 1977 días.

## Características físicas
La magnitud absoluta de Abell es 12,8.